# 马拉瓦尔利
马拉瓦尔利（Malavalli），是印度卡纳塔克邦Mandya县的一个城镇。总人口35800（2001年）。

## 人口
该地2001年总人口35800人，其中男性18287人，女性17513人；0—6岁人口4523人，其中男2307人，女2216人；识字率64.02%，其中男性为69.48%，女性为58.32%。